# فرانكا (لاعب كرة قدم)
فرانكا (بالبرتغالية: Welington Wildy Muniz dos Santos) هو لاعب كرة قدم برازيلي في مركز الوسط، ولد في 21 أبريل 1991 في باورو في البرازيل. لعب مع نادي بالميراس ونادي فيغورينسي ونادي كريسيوما ونادي كوريتيبا وهانوفر 96.

## وصلات خارجية
- فرانكا (لاعب كرة قدم) على موقع قاعدة بيانات كرة القدم.إي يو (الإنجليزية)
- فرانكا (لاعب كرة قدم) على موقع Soccerway.com (الإنجليزية)
- فرانكا (لاعب كرة قدم) على موقع عالم كرة القدم.نت (الإنجليزية)
- فرانكا (لاعب كرة قدم) على موقع AS.com (الإسبانية)